# Исмаилова, Камилла
Ками́лла Исмаи́лова (род. 22 июля 2004, Москва, Россия) — российская поп-певица, актриса и телеведущая, лауреатка премий «Kinder МУЗ Awards». Являлась воспитанницей продюсерского центра Яны Рудковской «Академия кино и шоу бизнеса S.T.A.R.S.» и ведущей музыкального хит-парада «Детская десятка с Яной Рудковской» на Муз-ТВ и передачи «Трындfashion» на RU.TV.
Представляла Сан-Марино на «Детском Евровидении — 2015» с песней «Mirror», где заняла 14-е место.

## Биография
Родилась 22 июля 2004 года в Москве.
Являлась одной из ведущих музыкального хит-парада «Детская десятка с Яной Рудковской» на Муз-ТВ и передачи «Трындfashion» на RU.TV.
Снималась в музыкальном клипе на песню Полины Гагариной «A Million Voices».
Выступала на «Детской партийной зоне 2017», где исполнила свою песню «If It’s Not With You».

### Конкурс «Детское Евровидение — 2015»
29 октября 2015 года было объявлено, что Камилла Исмаилова представит Сан-Марино на конкурсе «Детское Евровидение — 2015» с песней «Mirror», которая была выбрана внутренним отбором. Несмотря на то, что участник, представляющий любую страну на этом конкурсе, должен быть её гражданином, Европейский вещательный союз решил сделать исключение для Сан-Марино.

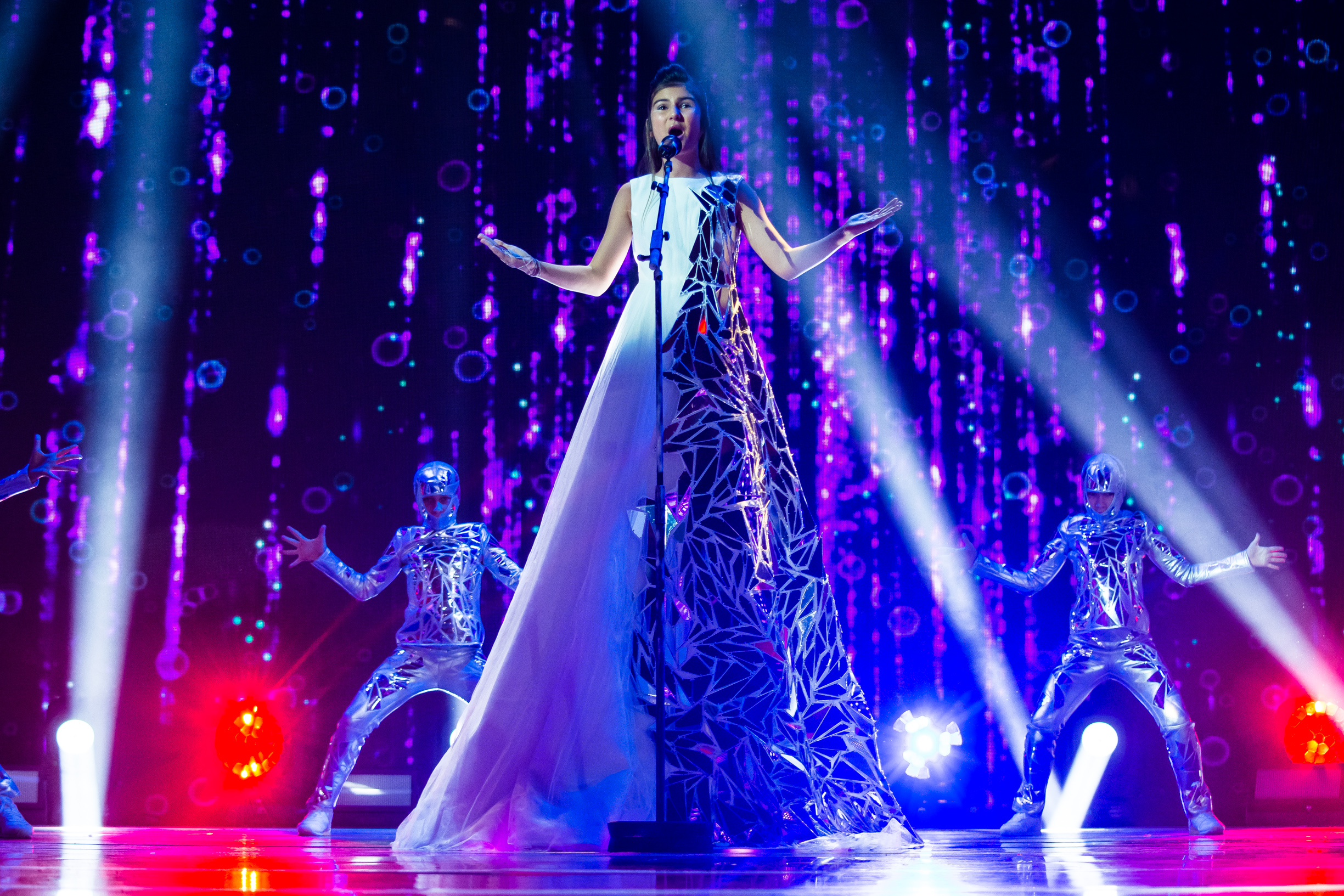
Камилла Исмаилова на сцене «Детского Евровидения — 2015» («Армеец», София) во время генеральной репетиции

Конкурс состоялся 21 ноября 2015 года в Софии (Болгария). По итогам голосования Камилла набрала 36 баллов, заняв 14-е место (из 16-ти).
Платье, в котором Камилла выступала в Болгарии, было создано белорусским дизайнером.

### Конкурс «Детская Новая волна 2016»

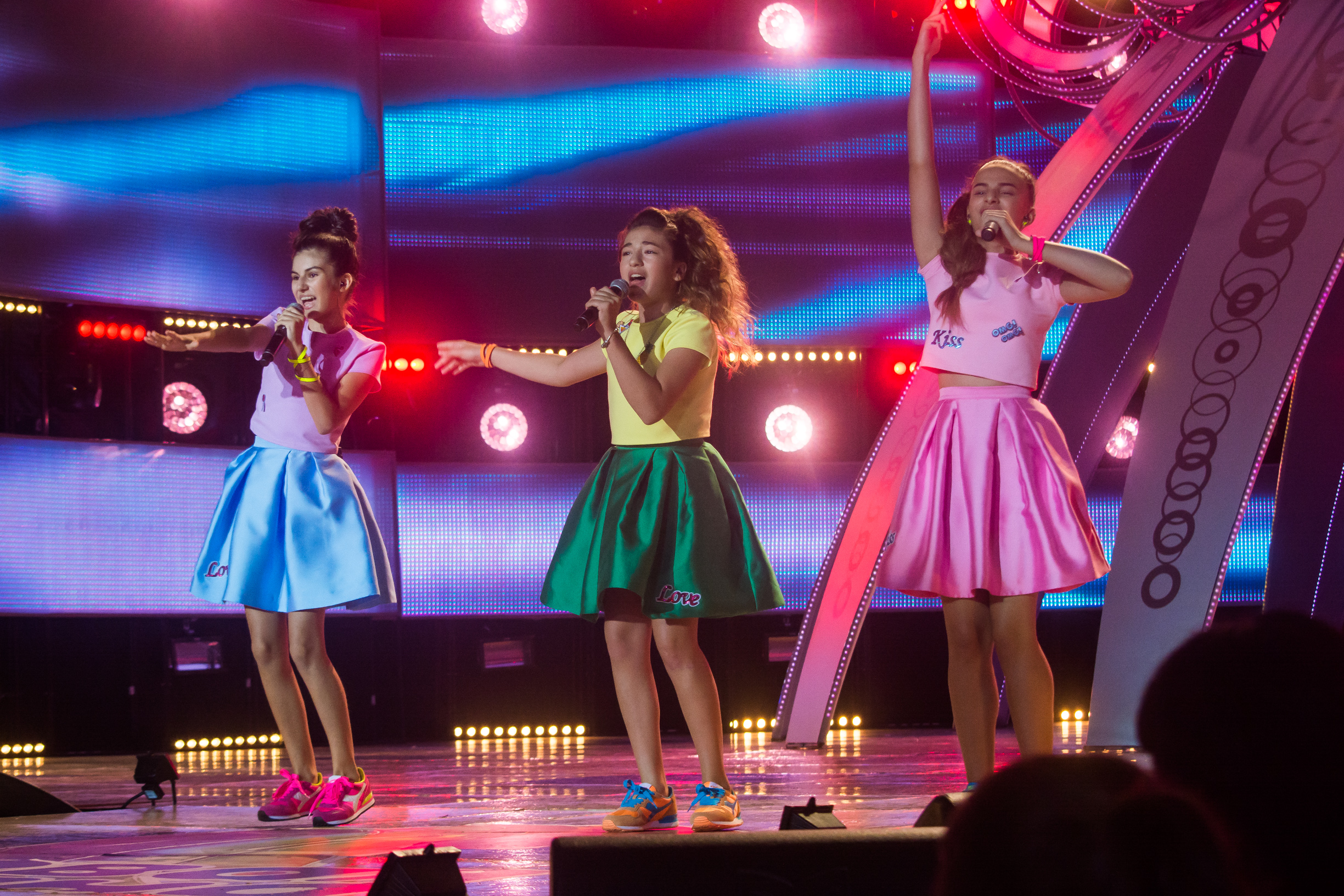
Трио «ЭЙ`ВА» на сцене «Детской Новой волны 2016» («Артек», Гурзуф) во время второго конкурсного дня.

В 2016 году Камилла вошла в состав российского трио «ЭЙ`ВА», созданного специально для участия в конкурсе «Детская Новая волна 2016». В итоге группа заняла на нём первое место, разделив его с другим представителем России — Алексеем Загубиным.

### Kinder МУЗ Awards (2015—2017)
В 2015 году стало известно, что Камилла была номинирована в премии «Kinder МУЗ Awards» в трёх номинациях — «Лучшая исполнительница года в возрасте до 12 лет», «Лучшее видео года» (видеоклип на песню «Дышать») и «Прорыв года». В итоге, она одержала победу лишь в одной из них — «Прорыв года». Также Камилла стала специальной гостьей церемонии вручения этой премии, выступив с песнями «Mirror» и «Акапелла души» (с Филиппом Киркоровым).
В 2016 году стало известно, что Камилла снова номинирована в той же премии, но уже в четырёх номинациях — «Лучшая исполнительница года в возрасте до 12 лет», «Лучшая песня года на английском языке» («Mirror»), «Лучший дуэт года» (с Филиппом Киркоровым) и «Лучшая юная телеведущая года». По результатом голосования, ей снова удалось одержать победу лишь в одной номинации — «Лучшая исполнительница года в возрасте до 12 лет». На этот раз Камилла выступила со своей песней «If It’s Not With You».
В 2017 году снова была номинирована в той же премии и снова в трёх номинациях — «Лучшая исполнительница года от 13 до 18 лет», «Лучшее видео года на иностранном языке» (видеоклип на песню «My Hit Song») и «Лучшая песня года на иностранном языке» («My Hit Song»). На этот раз она одержала победу лишь в номинации «Лучшая песня года на иностранном языке».

### Дальнейшее время
С того момента Камилла больше нигде не выступала, однако после музыкальной карьеры начала активно заниматься изобразительным искусством — в один из своих Instagram-аккаунтов регулярно публикует свои арты.
На сегодняшний день проживает в Чикаго (США), где учится в Школе Чикагского института искусств.